# Dutch Schultz

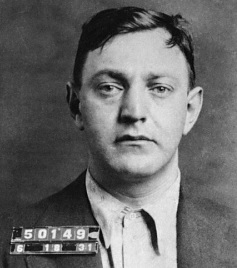
Dutch Schultz (1930er Jahre)

Dutch Schultz, eigentlich Arthur Simon Flegenheimer (* 6. August 1901 in der Bronx, New York City; † 24. Oktober 1935 in Newark, New Jersey), war ein US-amerikanischer Mobster und Bandenchef eines Alkoholschmugglerrings während der Prohibitionszeit. Er wird der sogenannten Kosher Nostra zugerechnet.

## Biografie

### Kindheit und Jugend
Arthur Flegenheimer war der Sohn von Emma und Herman Flegenheimer, Juden, die aus Deutschland nach New York ausgewandert waren. Die Großeltern väterlicherseits waren der israelitische Handelsmann Israel Flegenheimer und Hannchen Maier aus Tairnbach im Großherzogtum Baden. In seiner Jugend lernte Arthur Flegenheimer Meyer Lansky, Bugsy Siegel und Lucky Luciano kennen. Im Alter von 17 Jahren wurde er das erste Mal wegen Einbruchs zu 15 Monaten Haft verurteilt.

### Kriminelle Karriere
Nach seiner Freilassung ließ er sich „Dutch Schultz“ nennen, nach dem Vorbild eines Gangsters aus vergangenen Tagen, für dessen Unternehmen Schultz Trucking er gearbeitet hatte. Der Begriff „dutch“ steht im Englischen für deutsche oder niederländische Namen. Er scharte eine Bande um sich, die zunächst ihre Aktivitäten auf das Glücksspielautomaten-Geschäft konzentrierte. Er erkannte schnell, dass sich während der Alkoholprohibition mit dem Schmuggel sehr viel Geld verdienen ließ. Schultz und sein Partner Joey Noe schmuggelten vor allem Bier. Dies geschah mit so großem Erfolg, dass er auch der „Bier-Baron der Bronx“ (Beer Baron of the Bronx) genannt wurde. Seine Einnahmen wurden auf zwei Millionen US-Dollar pro Jahr geschätzt.
Sein Partner im benachbarten Manhattan war Owney Madden, der den West Side Irish Mob anführte und insbesondere den irischen Stadtteil Hell’s Kitchen unter seiner Kontrolle hatte.
Nach dem Ende der Prohibition wurde Schultz von seinem Anwalt Dixie Davis angeheuert, die in Harlem durch die afroamerikanische Bevölkerung bekannt gewordene Straßenlotterie, das „Number Game“ bzw. „Policy Game“ (d. h. Nummernspiel), zu übernehmen, welche seitens der Strafverfolgung als „Number Racket“ bzw. „Policy Racket“ klassifiziert wurde. Schultz forderte hierbei Casper Holstein und Stephanie St. Clair heraus, zwei der schillerndsten Personen Harlems, und versuchte diese durch Erpressung aus diesen Aktivitäten zu verdrängen. Casper Holstein und Stephanie St. Clair begannen jedoch zusammenzuarbeiten und ermutigten die afroamerikanische Bevölkerung Harlems, sich nicht von Schultz und seinen Gefolgsleuten einschüchtern zu lassen. Nachdem Casper Holstein sich zu Gunsten seiner politischen Karriere aus illegalen Aktivitäten zurückgezogen hatte, verbündete sich Stephanie St. Clair mit dem bekanntesten Mobster Harlems, Ellsworth Johnson, genannt „Bumpy Johnson“. Bekannt für seine strategische Vorgehensweise ging Bumpy Johnson gegen Schultz und weitere Anhänger der Kosher Nostra vor und sicherte gemeinsam mit Stephanie St. Clair die Stellung der afroamerikanischen Geschäftsleute in Harlem. Bumpy Johnson arbeitete im Anschluss mit der italienischen Mafia und Mafia-Boss Lucky Luciano zusammen, wodurch sich daraufhin der Name „Italian Lottery“ entwickelte. Trotz jahrelanger Bemühungen gelang es Schultz nicht, das „Numbers Game“ zu übernehmen.

### Mord an Jules Martin
1938, drei Jahre nach dem Tod von Dutch Schultz, enthüllte sein ehemaliger Anwalt Richard „Dixie“ Davis, dass er Zeuge wurde, wie Schultz vor seinen Augen 1935 den Geschäftspartner Jules „Martin“ Modgilewsky in einem Hotel erschossen hatte.

„Dutch Schultz war mies. Er hatte getrunken und zog plötzlich seine Waffe. Schultz trug seine Pistole unter seiner Weste und hatte sie in die Hose gesteckt, direkt an seinem Bauch. Ein Griff in seine Weste und er hatte sie in seiner Hand. In einer einzigen schnellen Bewegung zog er sie raus, steckte sie in den Mund von Jules Martin und drückte den Abzug. So einfach und undramatisch war das. Nur eine schnelle Bewegung der Hand. Dutch Schultz beging diesen Mord mit einer Gleichgültigkeit, als würde er sich gerade seine Zähne putzen.“

Anschließend entschuldigte sich Schultz bei seinem Anwalt dafür, dass dieser Zeuge eines Mordes geworden war. Als Davis später einen Zeitungsartikel über das Auffinden des ermordeten Martin las, war er schockiert zu erfahren, dass man dessen Leichnam, mit unzähligen Messerstichen übersät, auf einem Schneehaufen vorfand. Als Davis Schultz fragte, was es damit auf sich hatte, antwortete Schultz:

„Ich habe ihm sein Herz rausgeschnitten. Scheiß auf ihn.“

### Das Ende
1933 wurde Fiorello LaGuardia zum Bürgermeister von New York gewählt. Nachdem einer seiner Vorgänger (Jimmy Walker) wegen Annahme von Schmiergeldern zurückgetreten, angeklagt und nach Europa geflohen war, bestimmte er Thomas E. Dewey zum Sonderankläger. Damit versuchte der neue Bürgermeister die Macht der Tammany Hall zu brechen, denn Dewey wendete sich gegen das organisierte Glücksspiel, welches bereits geschäftliche Grundlage der klassischen Banden wie der Eastman Gang oder der Five Points Gang gewesen war und nun insbesondere von Dutch Schultz und seinen Schlägern organisiert wurde. Per Radio bat Dewey um Informationen aus der Bevölkerung und erhielt über 3000 Hinweise. Nachdem Schultz zunächst 1933 wegen Steuerhinterziehung angeklagt wurde, ging Dewey wegen Prostitution und Mädchenhandels auch gegen Lucky Luciano vor.
Während seiner Inhaftierung fungierte Bo Weinberg als Schultz’ Stellvertreter. Als Schultz wieder freigelassen wurde, hatte er den Eindruck, dass Weinberg nicht mehr loyal sei und in geheimem Kontakt mit Lucky Luciano und Louis Buchalter stand, um ihn endgültig abzulösen. Hintergrund war, dass sich Luciano und andere hochrangige Mitglieder des organisierten Verbrechens gegen einen von Dutch Schultz geplanten Mordanschlag auf Dewey ausgesprochen hatten, da sie der Auffassung waren, dass eine solche Tat die Position ihrer Organisationen schwächen und eine erhöhte Aufmerksamkeit der Ermittlungsbehörden nach sich ziehen würde. Die Mordabsicht war Lucky Luciano und Meyer Lansky durch Albert Anastasia, den Schultz für das Vorhaben gewinnen wollte, verraten worden. Noch vor seiner Urteilsverkündung versuchte Luciano, Dutch Schultz von einem Mord an Dewey abzuhalten. Die „Commission“ des National Crime Syndicate beschloss nach dessen Weigerung seinen Tod, um Gefahren für die Gesamtorganisation abzuwenden, welche die Ermordung des Staatsanwaltes unweigerlich nach sich gezogen hätte.
Am 9. September 1935 verschwand Bo Weinberg nach dem Besuch eines Nachtclubs in Midtown Manhattan und wurde nie wieder gesehen. Gerüchte besagen, Schultz hätte die Füße von Weinberg einzementiert und ihn dann in den East River geworfen. Der Mordbefehl der „Commission“ wurde dadurch nicht rückgängig gemacht; möglicherweise wurde er erst durch den Mord an Bo Weinberg ausgelöst: am 23. Oktober 1935 wurde Dutch Schultz von Charles Workman auf der Herrentoilette des „Palace Chop House“ in Newark angeschossen. Er starb am nächsten Tag um 20:35 Uhr im Newark Hospital. Zusammen mit ihm wurden auch sein Buchhalter Otto Berman, sein Leibwächter Lulu Rosenkrantz und sein Haupthandlanger Abe Landau bei dem Überfall von Charles Workman und seinem Komplizen Emanuel Weiss angeschossen. Sie alle starben wenig später an ihren Schusswunden.

## Folgen
Mit Schultz waren auch viele Hauptgefolgsleute ausgeschaltet worden; die Lotterie wurde von anderen Kosher Nostras übernommen. Lucky Luciano wurde zu 25 bis 50 Jahren verurteilt. Ironischerweise wurde Luciano 1946 von seinem ursprünglichen Ankläger Thomas E. Dewey freigelassen, da dieser inzwischen der Gouverneur von New York geworden war; bei der Entlassung soll es auch indirekt eine Rolle gespielt haben, dass Luciano seinerzeit die Ermordung Deweys durch Dutch Schultz verhindern wollte. Die restlichen Angehörigen des Dutch-Mobs dürften unter das Kommando von Louis Buchalter gekommen sein.

## Adaptionen

### Belletristik
Im Roman Billy Bathgate von E. L. Doctorow wird der fiktive jugendliche Held Billy Bathgate erst Laufbursche, dann Maskottchen und schließlich Vertrauter von Dutch Schultz.

### Filme und Filmzitate
Mindestens 24 Mal wurde Schultz in verschiedenen Kriminalfilmen seit 1936 dargestellt (darunter auch von Rutger Hauer, Dustin Hoffman und Vic Morrow), porträtiert oder zitiert:
- 1959: The Lawless Years
- 1959: Die Unbestechlichen (The Untouchables), TV-Serie
- 1961: Tote können nicht mehr singen (Portrait of a Mobster); Dieser Film gilt immer noch als bekanntester biografischer Film, in dem Vic Morrow Schultz verkörpert.
- 1961: Mad Dog Coll
- 1973: Der Clou
- 1975: Der Gangsterboss von New York (Lepke)
- 1978: Fantasy Island
- 1981: The Gangster Chronicles
- 1981: Bis zum letzten Schuß (Gangsters Wars)
- 1984: The Cotton Club; James Remar
- 1984: The Natural
- 1987: Unsolved Mysteries: US-amerikanische Doku-Serie; Folge: Dutch Schultz’s Treasure
- 1989: The Revenge of Al Capone; Fernsehproduktion
- 1991: Billy Bathgate; Dustin Hoffman
- 1992: Hit the Dutchman
- 1993: The Outfit
- 1994: Trust in Me
- 1997: Die Simpsons: In Staffel 8, Folge 18: Der mysteriöse Bier-Baron (OT: Homer vs. The Eighteenth Amendment – 4F15) wird Dutch Schultz und die Alkoholprohibition persifliert.
- 1997: Harlem, N.Y.C. – Der Preis der Macht (OT: Hoodlum): Tim Roth
- 2001: The Last Words of Dutch Schultz
- 2001: Digging for Dutch: The Search for the Lost Treasure of Dutch Schultz; US-amerikanische Dokumentation
- 2003: History’s Mysteries: Infamous Murders; Doku-Serie; Folge: New York Mafia Murders
- 2005: Empire of Crime: A Century of the New York Mob; TV-Dokumentation
- 2015: In The Making of the Mob: New York, einer achtteiligen Miniserie über zahlreiche New Yorker Mobster der La Cosa Nostra und Kosher Nostra, ist Dutch Schultz eine wiederkehrende Nebenfigur.

### Musik
Dutch Schultz ist der Name einer Rockband aus Nordirland. Zudem wird Dutch Schultz in einigen Rap- und Hip-Hop-Songs erwähnt, unter anderem in:
- 1998: JFK 2 LAX des ehemaligen Hip-Hop-Duos Gang Starr mit den Worten „I'm like the black Dutch Schultz when you get me upset“
- 2005: Dear Summer des US-amerikanischen Rappers Memphis Bleek mit den Worten „Try and play like he Suge, then I gotta play like Dutch Schultz“
- 2008: Harlem Renaissance des peruanisch-US-amerikanischen Rappers Immortal Technique mit den Worten „The Dutch Schultz and John Gotti's Banksters, modern day gangsters“
- 2014: Lass die Affen aus’m Zoo des Rappers Haftbefehl mit den Worten „Ich mach's skrupellos wie Dutch Schultz und komm an mit der Tommy Gun“
- 2018: 100 Terrorbars des Rappers Fard mit den Worten „Ich wollt' sein wie Dutch Schultz, aber nie wie du“